# کوهی ناکانو
کوهی ناکانو (ژاپنی: 中埜 航平؛ زادهٔ ۲۸ آوریل ۲۰۰۳) یک بازیکن فوتبال اهل ژاپن است.
از باشگاه‌هایی که در آن بازی کرده‌است می‌توان به باشگاه فوتبال سرزو اوساکا اشاره کرد.